# علي متان حاشي
علي متان حاشي (1927–1978)؛ (بالصومالية: Cali Mataan Xashi)‏  سياسي وقائد عسكريصومالي، أول طيار صومالي، وأول قائد للقوات الجوية الصومالية وعضو بارز في المجلس الثوري الأعلى.

## خلفية تاريخية
ولد علي متان في هوبيو لأسرة تنحدر من عشيرة مريحان، دارود في محافظة مدج بوسط الصومال.
أنشأ علي متان القوات الجوية الصومالية في عام 1960، وأشرف على نموها بين عامي 1960 و1978، ورُقي لرتبة عميد في القوات الجوية، كما شغل مناصب سياسية وعسكرية مختلفة، من بينها وزير العدل وقائد القوات الجوية، ومستشار الرئيس الصومالي وأقرب مستشاريه إليه.
ولد علي متان في هوبيو بمحافظة مدج بوسط الصومال عام 1927، وفي سن السابعة عشرة، انضم إلى فيلق الإشارة التابع لقوات الاحتلال البريطاني في عام 1944 وتولى هندسة الراديو، وانضم كغيره من الناشطين الصوماليين في ذلك الوقت رابطة الشباب الصومالية التي نشأت عام 1944 وعُيِّن سكرتيرًا للحزب في قرية سيجاج في مقاطعة طغبور، وانضم إلى قطاع البريد والاتصالات في مقديشو بعد إلغاء فيلق الإشارة في الصومال الإيطالي في عام 1947.
خلال مكوثه في مقديشو؛ شارك في عدة احتجاجات، أبرزها انتفاضة هنولاتو المناهضة للاستعمار في يناير 1948، وتعرض للسجن في عام 1950 من قبل (إدارة الوصاية الإيطالية) في عدادو (بمحافظة جلجدود) بعد رسمه لوحة يدوية تُظهر صوماليًا يحمل 10 أكياس على كتفيه، ما يشير إلى السنوات العشر التي ستبقى فيها البلاد تحت الوصاية الإيطالية، قبل الحصول على الاستقلال، انضم علي متان في أوائل الخمسينات إلى قسم الطيران حيث شغل منصب نائب رئيس سلاح الجو، وفي عام 1955، وبعد أن أنهى الدراسة المتوسطة، التحق بالمدرسة السياسية والإدارية آنذاك، وفي عام 1956، غادر إلى إيطاليا وأصبح أول طيار صومالي ومراقب للحركة الجوية، وبعد مرور عام، رُقِّي إلى رتبة ملازم ثاني في القوات الجوية الصومالية قبل الاستقلال (سلاح الجو الصومالي)، وفي عام 1958 رُشِّح لمنصب مدير مطارات الصومال، ونظرًا لعدم وجود طيارين صوماليين آخرين، فقد سعى جاهداً لإقناع الإدارة الاستعمارية بإرسال 35 طالبًا صوماليًا إلى الخارج لتدريب الطيارين وميكانيكي الطائرات.
في عام 1959 رُقِّي إلى رتبة ملازم وأُرسل بعد ذلك إلى إيطاليا، حيث انخرط في تدريبات طيران من الدرجة الأولى، حسب نوع الطائرات المتوفرة في ذلك الوقت في الصومال.
رُقي لدى عودته من إيطاليا عام 1960، إلى رتبة نقيب وانضم برفقة زملائه إلى القوات الجوية الصومالية التي أنشئت حديثا. وفي أواخر عام 1960، أشرف على أولى الرحلات الجوية الأسبوعية التي تربط العاصمة مقديشو بالعاصمة الثانية هرجيسا، وأطلق عليها مواطنو هرجيسا اسم "خطوط علي متان الجوية".
في عام 1963، رُقي إلى رتبة رائد، وفي نهاية ذلك العام، أُرسل إلى أكاديمية القوات السوفيتية في موسكو، حيث تلقى تدريبات لقيادة طائرات الميج الحربية، ولدى عودته من الاتحاد السوفيتي في عام 1965، عُين قائدا للقوات الجوية الصومالية وفي عام 1967 رُقي إلى رتبة مقدم.
كان علي متان حاشي أحد الضباط الذين شاركوا في انقلاب 1969 الذي أطاح بالحكومة المدنية، وكان عضوا في المجلس الثوري الأعلى.
في عام 1970، رُقي إلى رتبة عقيد، وفي عام 1973 رُشح لمنصب مستشار الرئيس للشؤون القانونية والرئاسية، وفي عام 1974، عُين رئيسا للجنة الشؤون القانونية في المجلس الأعلى للأبحاث، والتي أشرفت على إجراء تعديلات قانونية في البلاد، وقبل عامين من وفاته عام 1978، رُقي إلى رتبة عميد.

## روابط خارجية
- أول طيار صومالي - الجنرال. علي متان حاشي